# Кельдыки
Кельдыки́ (удм. Ӟангыльди) — деревня в Юкаменском районе Удмуртии.

## География
Деревня расположена на высоте 184 м над уровнем моря.
Улицы:
- Папаневская
- Поселковская
- Центральная

## История
В 1802 году селение на месте нынешней деревни Кельдыки именовалось починком Зянкелдеевским и насчитывало 8 дворов, в которых проживали 24 крещенных удмурта мужского пола с семьями. 7 жителей являлись черносошными крестьянами. Населенный пункт административно входил в Глазовскую округу Уканской волости Вятской губернии.
По состоянию на 1859—1873 годы в починке Зянкильдиевском (Кельдиковском), насчитывалось 11 дворов и 192 жителя (84 мужчины, 108 женщин). Населённый пункт относился ко 2 стану Глазовского уезда Вятской губернии.
В 1891 году население починка составляло 254 человека, или 32 семьи (Никифоровы — 10, Гагарины — 7, Захаровы — 5, Никулины — 4, Трефиловы — 4, Андреевы — 2). Большинство жителей были подёнщиками. Поселение входило в Кочуковское общество Юмской волости Глазовского уезда Вятской губернии.
К 1905 году в Зянкильдиевском, также именовавшемся Кельдыковым, насчитывалось 26 дворов и 238 обывателей (134 мужчины, 104 женщины). Населенный пункт относился к Кочуковскому сельскому обществу Пышкетской волости Глазовского уезда Вятской губернии. 
В 1912 году селение, ставшее именоваться деревней, входило в приход Иоанно-Предтеченской церкви в селе Пышкет.  
В 1920 году деревня насчитывала 33 двора, при этом в 25 проживали удмуртские семьи, в 8 — русские. Население составляло 222 жителя.
В 1924 году Кельдыково относилось к Кочуковскому сельсовету Юкаменской волости Глазовского уезда Вотской автономной области. В деревне имелось 34 двора и 235 жителей.
В 1925 году образован Кельдыковский сельсовет, куда помимо деревни Кельдыково вошли близлежащие населенные пункты.
В 1932 году Юкаменская волость преобразована в Юкаменский ёрос, в составе которого сохранен Кельдыковский сельсовет. В 1939 году Юкаменский ёрос переименован в Юкаменский район.
В 1940-х годах деревня насчитывала 32 подсобных хозяйства. В ней функционировал колхоз имени И. В. Сталина.
В 1955 году Кельдыковский сельсовет ликвидирован, его населенные пункты вошли в состав Пышкетского сельсовета.
На основании постановления Совета Министров Удмуртской АССР от 25 ноября 1968 года и приказа Министерства сельского хозяйства от 12 декабря 1968 года № 400 на базе колхоза "Путь Ленина" в селе Пышкет организован совхоз "Пышкетский", подведомственный Удмуртскому мясо-молочному тресту, в который вошли 9 населенных пунктов, в том числе деревня Кельдыки. Основным направлением деятельности совхоза являлось мясо-молочное животноводство. 

## Население
| 2007 | 2010 | 2012 |
| ---- | ---- | ---- |
| 167  | ↘101 | ↘97  |

В 2007 году численность постоянного населения деревни составляла 167 человек.

## Достопримечательности
В окрестностях деревни Кельдыки расположен памятник природы регионального значения — родник Бадӟым ошмес, или Кельдыковский, впадающий в реку Лему.       

## Уроженцы
Разеева Екатерина Ивановна — председатель Верховного Совета Удмуртской АССР (1980—1985 годы)